# أكرينة

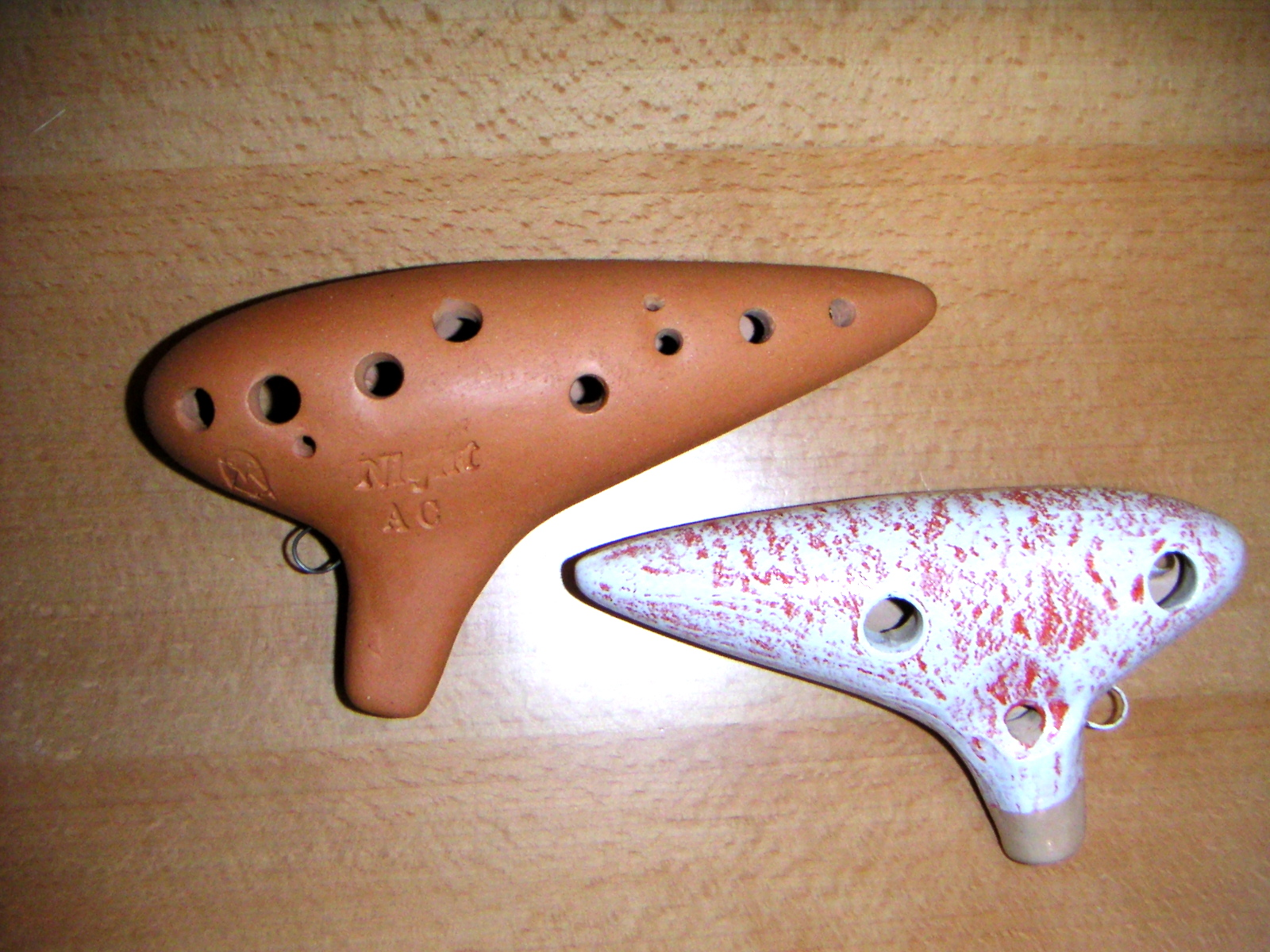
آلة أكرينة من اليابان

الأُكَرينة هي آلة موسيقية بسيطة من آلات النفخ. تعتبر نوع من أنواع الناي غير مصنوع من أنبوب، لأن آلة الأكرينة شكلها مستدير تشبه الصندوق، وصوتها مختلف قليلاً عن باقي المزامير.
الأكرينا كانت ذات أهمية خاصة في الثقافات الصينية وأمريكا الوسطى. وكان كل من المايا والأزتك قد أنتجوا نسخة من الأكرينا، ولكنه كان الأزتك الذين جلبوا من الغناء والرقص التي رافقت الأكرينا إلى أوروبا. وتابع الأكرينا لتصبح شعبية في المجتمعات الأوروبية بوصفها أداة لعبة.